# Superammasso di galassie
I Superammassi sono grandi agglomerati di ammassi e gruppi di galassie, tra le più grandi strutture conosciute dell'Universo. La Via Lattea è situata nel Gruppo Locale e, insieme ad altri gruppi ed ammassi, costituisce il Superammasso della Vergine. Quest'ultimo, con altri superammassi, confluisce a formare il Superammasso Laniakea, una superstruttura che si estende per oltre 500 milioni di anni luce (in confronto il Gruppo Locale ha un'ampiezza di soli 10 milioni di anni luce). Il Superammasso Laniakea è a sua volta compreso in una struttura ancor più grande chiamata Complesso di Superammassi dei Pesci-Balena, una delle più grandi strutture conosciute dell'universo osservabile.

## Definizione di Gayoung Chon
Nella definizione di Gayoung Chon un superammasso è descritto con criteri di rapporto di densità (R = ρov/ρm di cui ρov è la sovradensità e ρm la densità di sfondo) o in alternativa, come velocità di caduta (rv).

## Descrizione
Quindi le galassie sono raggruppate in strutture che seguono un ordine gerarchico: gruppi, ammassi, superammassi invece di essere dispersi in modo casuale. Ammassi di galassie sono raggruppati insieme per formare superammassi, talora possono essere formati da gruppi di ammassi chiamate nubi di galassie: I superammassi mediamente sono raccolti in uno spazio del diametro di circa 150 milioni di anni luce. A differenza degli ammassi, i superammassi non sono tenuti insieme dalla forza di gravità ma si muovono a causa del flusso di Hubble.
La nostra galassia fa parte del Gruppo Locale, che è un ammasso modesto ed irregolare. Cluster poveri possono contenere solo poche decine di galassie rispetto ai cluster ricchi che possono contenerne centinaia o addirittura migliaia. Il Gruppo Locale si trova vicino al Superammasso della Vergine, che ha un diametro di 100 milioni di anni luce. Il Superammasso Locale contiene un totale di circa 1015 masse solari.
Il più grande ammasso dell'Universo locale è chiamato il Grande Attrattore la cui gravità è così forte che il Superammasso locale, tra cui la Via Lattea, si sta muovendo nella sua direzione alla velocità di diverse centinaia di chilometri al secondo. Tra le grandi strutture oltre il nostro universo locale è il Filamento di Perseo-Pegaso, che contiene il Superammasso di Perseo-Pesci e si estende per circa un miliardo di anni luce. Il Filamento di Perseo-Pegaso è stato scoperto da David Batuski e Jack Burns della New Mexico State University.
Da tempo si indaga sul come siano disposti i superammassi nello spazio, approntando mappe accurate, anche tridimensionali, delle posizioni di milioni di galassie, calcolandone per ognuna la posizione ed il redshift. Le mappe hanno fatto comprendere come le galassie non seguano una distribuzione uniforme né casuale, ma si dispongono lungo strutture allungate, i filamenti galattici, che circoscrivono enormi vuoti, strutture spesso sferiche dove sono presenti pochissime tenui galassie o nubi d'idrogeno, mentre la maggior parte delle galassie si trovano nei filamenti intorno ai vuoti. In complesso l'aspetto è quello di una spugna, ove le cavità sono i vuoti e la struttura della spugna i filamenti e superammassi. I diametri dei superammassi variano tra i 100 e i 400 milioni di anni luce. L'esistenza dei superammassi fu postulata da George Abell nel suo Catalogo Abell degli ammassi di galassie compilato nel 1958.
I superammassi formano strutture più grandi e complesse che comprendono i filamenti, i complessi di superammassi, i muri e i piani, che possono estendersi da diverse centinaia di milioni a 10 miliardi di anni luce, coprendo oltre il 5% dell'Universo osservabile. Lo studio dei superammassi dà indicazioni sugli eventi iniziali dell'universo, quando sono state gettate le basi per la loro formazione. L'osservazione delle direzioni degli assi di rotazione delle galassie all'interno dei superammassi può anche farci comprendere i processi di formazione delle galassie nelle fasi precoci della storia dell'universo.

## Superammassi di galassie vicini
| Superammasso di galassie        | Numero  | R.A.          | DEC          | Distanza Milioni pc (Milioni a.l.) | Redshift (z) | Ammassi membri dal Catalogo Abell | Altri dati                                   | Note |
| ------------------------------- | ------- | ------------- | ------------ | ---------------------------------- | ------------ | --- | -------------------------------------------- | --- |
| Laniakea                        |         |               |              |                                    |              | | Lunghezza 153 Mpc (500 milioni di anni luce) | Laniakea è il superammasso che contiene l'Ammasso della Vergine che contiene il Gruppo Locale e quindi la Via Lattea |
| Superammasso Locale             |         | 12h 31m 00.0s | +12° 24′ 00″ |                                    |              | | Lunghezza 33 Mpc (110 milioni di anni luce)  | Talvolta chiamato Superammasso della Vergine. Contiene il Gruppo Locale con la Via Lattea. Vicino al suo centro contiene l'Ammasso della Vergine. Si calcola che sia composto da oltre 47.000 galassie. Con la scoperta nel 2014 di Laniakea il Superammasso della Vergine è considerato ora una sua parte. |
| Superammasso del Leone          | SCl 093 | 11h 03m 27.7s | +19° 37′ 50″ | 95                                 | 0,037        | A999, A1016, A1139, A1142, A1177, A1185, A1228, A1257, A1267, A1314 |                                              | [ 9 ] |
| Superammasso del Pavo-Indo      |         | 21h 53m 24.0s | -05° 40′ 00″ | 89 (290)                           | 0,015        | A3627, A3656, A3698, A3742, A3627, A4038 |                                              | Dopo la scoperta di Laniakea anche il Superammasso Pavo-Indo va considerato una sua sottostruttura. Talora è descritto che una struttura divisa artificiosamente in due parti, a causa della Zona di evitamento, in Superammasso del Telescopio e Superammasso del Pavo-Indo; talora è considerato un'unica struttura come Superammasso del Pavo-Indo-Telescopio. |
| Superammasso della Chioma       | SCl 117 | 12h 24m 06.8s | +23° 55′ 23″ | 92 (300)                           | 0,023        | A1367, A1656 |                                              | Costituisce la maggior parte del CfA Homunculus, il centro della Grande Muraglia o Grande Muraglia CfA2 |
| Superammasso della Colomba      |         | 06h 00m 00s   | 34° 00′ 00″  | 143 (466)                          | 0,034        | A3381, A3390 |                                              | |
| Superammasso della Fenice       | SCl 018 | 00h 55m 04.6s | -47° 31′ 45″ | 82 (267)                           |              | A2731, A2806, A2836, A2870, A2877, A2896 |                                              | |
| Superammasso della Lepre        | SCl 067 | 05h 54m 22.1s | -28° 05′ 31″ | 114 (372)                          |              | A548, A3341, A3367, A3374, A3376, A3381, A3390, A3392 |                                              | |
| Superammasso dell'Idra-Centauro | SCl 128 | 13h 13m 35.3s | -33° 21′ 53″ | ~ 54 (176)                         | 0,016        | A1060, A3526, A3537, A3565, A3574, A3581 |                                              | È formato da due parti, indicate come Superammasso dell'Idra e Superammasso del Centauro. A seguito della scoperta di Laniakea, il Superammasso dell'Idra-Centauro ne è ora considerato una parte. |
| Superammasso di Ercole          | SCl 160 | 15h 47m 03.2s | +18° 20′ 47″ | 138 (441)                          | 0,033356     | A2040, A2052, A2055, A2063, A2107, A2147, A2148, A2151, A2152, A2162, A2197, A2199 |                                              | |
| Superammasso di Ofiuco          |         | 17h 10m 00.0s | -22° 00′ 00″ | 116 (379)                          | 0,028        | |                                              | Al centro del superammasso domina l'omonimo Ammasso di Ofiuco (cD cluster); fanno parte del superammasso almeno altri due ammassi di galassie, quattro gruppi di galassie e svariate galassie di campo (galassie gravitazionalmente isolate). Prende contatto con il Vuoto di Ofiuco di cui costituisce il confine più distante e si connette mediante filamenti di galassie con altre grandi strutture, il Superammasso del Pavo-Indo-Telescopio e il Superammasso di Ercole. |
| Superammasso di Perseo-Pegaso A | SCl 211 | 23h 20m 19.2s | +15° 34′ 32″ | 120 (391)                          |              | A2572, A2589, A2593, A2657 |                                              | |
| Superammasso di Perseo-Pegaso B | SCl 215 | 23h 45m 43.4s | +27° 52′ 40″ | 121 (396)                          | 0,0288       | A2634, A2666 |                                              | |
| Superammasso di Perseo-Pesci    | SCl 040 | 02h 33m 10.1s | +41° 37′ 11″ | 76,7 (250)                         | 0,017        | A262, A347, A426 |                                              | [ 16 ] |
| Superammasso di Shapley         | SCl 124 | 13h 05m 57.8s | -33° 04′ 03″ | 179 (571)                          | 0,043        | A1631, A1644, A1709, A1736, A3528, A3530, A3532, A3542, A3548, A3552, A3553, A3554, A3555, A3556, A3558, A3559, A3560, A3561, A3562, A3563, A3564, A3566, A3570, A3571, A3572, A3575, A3577, A3578 |                                              | Si trova al confine con il Vuoto del Boote. Il Complesso A3558 rappresenta il nucleo centrale del Superammasso di Shapley. |

## Superammassi di galassie distanti
| Superammasso di galassie                | Numero  | R.A.          | DEC          | Distanza Milioni pc (Milioni a.l.) | Redshift (z) | Ammassi membri dal Catalogo Abell | Altri dati                             | Note |
| --------------------------------------- | ------- | ------------- | ------------ | ---------------------------------- | ------------ | --- | -------------------------------------- | --- |
| Superammasso dei Pesci                  | SCl 024 | 01h 10m 36.4s | +07° 51′ 57″ | 239 (758)                          | 0,060        | A76, A119, A147, A160, A168, A193, A195 |                                        | |
| Superammasso dei Pesci-Ariete           | SCl 030 | 01h 34m 42.1s | +17° 45′ 20″ | 190 (629)                          |              | A150, A154, A158, A171, A225, A257, A292, A311 |                                        | |
| Superammasso dei Pesci-Balena           | SCl 010 | 00h 36m 53.9s | -20° 25′ 30″ | 175                                | 0,063        | A14, A27, A74, A85, A86, A93, A114, A117, A133, A151, A2660, A2686, A2716, A2734, A2800, A2816, A2824, A4053 |                                        | Il Superammasso dei Pesci-Balena, la Catena Perseo-Pegaso, la Catena Pegaso-Pesci, la Regione dello Scultore e il Superammasso della Vergine-Idra-Centauro costituiscono il Complesso di superammassi dei Pesci-Balena, una superstruttura dalle dimensioni inferiori solo allo Huge-LQG e allo Sloan Great Wall. |
| Superammasso del Boote                  | SCl 138 | 14h 01m 29.9s | +25° 09′ 33″ | 286 (903)                          | 0,07         | A1775, A1781, A1795, A1800, A1825, A1827, A1828, A1831, A1861, A1873, A1898, A1927 |                                        | [ 17 ] |
| Superammasso del Boote A                | SCl 150 | 14h 56m 40.0s | +20° 53′ 58″ | 324 (1.056)                        |              | A1972, A1976, A1980, A1986, A1988, A1997, A2001, A2006, A2017, A2036 |                                        | |
| Superammasso del Bulino                 | SCl 059 | 04h 44m 39.8s | -33° 30′ 32″ | 298 (972)                          |              | A3253, A3265, A3268, A3273, A3275, A3285, A3289, A3269, A3295, A3297, A3307, A3325 |                                        | |
| Superammasso del Dragone                | SCl 114 | 12h 10m 04.4s | +64° 01′ 19″ | 310                                |              | A1289, A1302, A1322, A1366, A1402, A1406, A1421, A1432, A1446, A1477, A1518, A1559, A1566, A1621, A1646, A1674 |                                        | |
| Superammasso del Dragone-Orsa Maggiore  | SCl 257 | 10h 49m 53.4s | +75° 20′ 07″ | 337                                |              | A718, A786, A809, A818, A848, A948, A1029, A1123, A1150, A1297, A1301, A1381, A1484, A1536 |                                        | |
| Superammasso del Leone A                | SCl 100 | 11h 37m 21.4s | -02° 46′ 37″ | 286 (933)                          |              | A1189, A1200, A1248, A1296, A1364, A1376, A1386, A1389, A1399, A1404 |                                        | |
| Superammasso del Leone-Sestante(*)      | SCl 091 | 10h 52m 58.7s | +02° 44′ 02″ | 209                                |              | A1024, A1032, A1066, A1078, A1080, A1149, A1171, A1205, A1238 |                                        | (*) alternativamente denomitato Superammasso della Vela. |
| Superammasso del Leone-Vergine          | SCl 107 | 11h 46m 10.5s | +09° 43′ 20″ | 316 (1.030)                        |              | A1341, A1342, A1345, A1354, A1356, A1372, A1379, A1435 |                                        | |
| Superammasso del Microscopio            | SCl 174 | 20h 35m 58.2s | -34° 49′ 35″ | 259                                | 0,09         | A3677, A3681, A3682, A3690, A3691, A3693, A3694, A3695, A3696, A3705 |                                        | |
| Superammasso del Pesce Australe         | SCl 208 | 23h 15m 33.6s | -41° 43′ 37″ | 257 (838)                          |              | A3910, A3963, A3984, A3987, A3998, A4010 |                                        | |
| Superammasso del Sestante               | SCl 088 | 10h 20m 05.8s | -07° 57′ 06″ | 365 (1.190)                        |              | A970, A978, A979, A993 |                                        | |
| Superammasso della Balena A             | SCl 034 | 01h 53m 20.8s | -01° 39′ 15″ | 386 (1.259)                        |              | A256, A266, A267, A268, A271, A277 |                                        | |
| Superammasso della Corona Boreale       | SCl 158 | 15h 25m 16.2s | +29° 31′ 30″ | 208                                | 0,07         | A2019, A2061, A2065, A2067, A2079, A2089, A2092, A2124 |                                        | [ 17 ] |
| Superammasso della Fornace-Eridano      | SCl 053 | 03h 43m 59.8s | -32° 14′ 36″ | 290 (946)                          |              | A3118, A3146, A3148, A3152, A3153, A3159, A3166, A3171, A3173, A3182, A3183, A3194 |                                        | |
| Superammasso della Gru                  | SCl 197 | 22h 28m 42.5s | -51° 02′ 39″ | 279 (910)                          |              | A3796, A3836, A3850, A3864, A3877, A3883, A3911, A3915, A3922 |                                        | |
| Superammasso della Gru-Indiano          | SCl 192 | 22h 02m 33.7s | -55° 09′ 30″ | 307 (1.001)                        |              | A3771, A3785, A3806, A3822, A3825, A3849, A3867, A3886 |                                        | |
| Superammasso della Vela                 | SCl 019 | 10h 52m 58.7s | +02° 44′ 02″ | 212 (691)                          |              | A1024, A1032, A1066, A1078, A1080, A1149, A1171, A1205, A1238 |                                        | |
| Superammasso della Vergine-Chioma       | SCl 111 | 12h 06m 57.4s | +09° 49′ 18″ | 230 (759)                          |              | A1262, A1307, A1337, A1358, A1385, A1390, A1424, A1459, A1474, A1516, A1526, A1541, A1552, A1564 |                                        | [ 23 ] |
| Superammasso dello Scultore             | SCl 009 | 00h 31m 40.6s | -29° 49′ 26″ | 418 (1.298)                        | 0,105        | A42, A88, A118, A122, A2726, A2751, A2755, A2759, A2778, A2780, A2798, A2801, A2804, A2811, A2814, A2829, A2844, A2878, A3984, A3988, A4010, A4021, A4029, A4058, A4074                                                                             |                                        | Si estende nelle regioni dello Scultore e della Fenice formando una struttura di migliaia di gruppi di galassie, per un'estensione di 1 miliardo di anni luce. |
| Superammasso dell'Aquario (SCl 205) (*) | SCl 205 | 23h 07m 03.5s | -20° 01′ 46″ | 237 (773)                          | 0,056898     | A2456, A2459, A2462, A2480, A2492, A2500, A2502, A2523, A2528, A2538, A2539, A2541, A2556, A2566, A2596, A2599, A2600, A2605, A3985 |                                        | Anche denominato come Superammasso dell'Aquario A. |
| Superammasso dell'Aquario (*)           | SCl 004 | 00h 10m 08.9s | -18° 01′ 18″ | 366 (1.193)                        |              | A13, A2682, A2710, A2719, A2756 |                                        | (*) stessa denominazione di SCl 205; così è riportata in catalogo. |
| Superammasso dell'Aquario A             | SCl 210 | 22h 24m 11.8s | -10° 25′ 31″ | 323 (1.053)                        |              | A2511, A2525, A2569, A2597, A2638, A2670 |                                        | [ 8 ] |
| Superammasso dell'Aquario B             | SCl 193 | 22h 04m 39.4s | -09° 35′ 25″ | 366 (1.098)                        | 0,082866     | A2376, A2377, A2400, A2402, A2410, A2420, A2428, A2448 |                                        | [ 8 ] |
| Superammasso dell'Aquario-Balena        | SCl 188 | 21h 53m 06.1s | -13° 09′ 51″ | 235 (766)                          |              | A2361, A2362, A2366, A2372, A2382, A2399, A2401, A2405, A2415 |                                        | [ 26 ] |
| Superammasso dell'Aquario-Capricorno    | SCl 189 | 21h 54m 22.3s | -19° 27′ 48″ | 342 (1.115)                        |              | A2370, A2378, A2394, A2412 |                                        | |
| Superammasso dell'Orologio-Reticolo     | SCl 048 | 03h 15m 59.5s | -49° 07′ 00″ | 290 (900)                          | 0,016        | A3004, A3009, A3045, A3074, A3077, A3078, A3089, A3093, A3098, A3100, A3104, A3106, A3108, A3109, A3110, A3111, A3112, A3116, A3120, A3122, A3123, A3125, A3128, A3133, A3135, A3142, A3145, A3154, A3158, A3161, A3164, A3195, A3202, A3225, A3266 | dimensioni di 550 milioni di anni luce | [ 17 ] |
| Superammasso dell'Orsa Maggiore         | SCl 109 | 11h 49m 50.5s | +54° 37′ 19″ | 173 (564)                          |              | A1270, A1291, A1318, A1377, A1383, A1436, A1452, A1507 |                                        | [ 17 ] |
| Superammasso di Pegaso-Pesci            | SCl 003 | 00h 08m 10.0s | +06° 16′ 42″ | 368 (1.334)                        |              | A3, A16, A17, A2691, A2694, A2696, A2698, A2700, A2706 |                                        | anche denominato come Superammasso Pegaso-Pesci A |
| Superammasso di Pegaso-Pesci B          | SCl 213 | 23h 36m 54.9s | +22° 10′ 36″ | 188 (613)                          |              | A2618, A2622, A2625, A2626, A2630, A2637 |                                        | [ 17 ] |

## Superammassi di galassie molto distanti
| Superammasso di galassie     | Numero | R.A.          | DEC          | Distanza Milioni pc (Milioni a.l.) | Redshift (z) | Ammassi membri dal Catalogo Abell | Altri dati          | Note |
| ---------------------------- | ------ | ------------- | ------------ | ---------------------------------- | ------------ | --------------------------------- | ------------------- | --- |
| A901/902                     |        | 09h 56m 00.0s | -10° 00′ 00″ | - (2.013)                          | 0,16         | A901 (A901a + A901b), A902        | Estensione 3 Mpc    | Formato da 4 ammassi di galassie A901 (suddiviso in A901a e A901b), A902 e SW Group. |
| Super-CLASS                  |        | 10h 26m 00.0s | +67° 33′ 00″ | - (2.500)                          | 0,20         | A968, A981, A998, A1005, A1006    |                     | Formato da 5 ammassi di galassie Abell (A968, A981, A998, A1005, A1006). |
| SC0028-0005                  |        | 00h 28m 00s   | -00° 05′ 00″ | - (2.661)                          | 0,22         |                                   |                     | Questo superammasso è costituito da 6 sottostrutture di dimensioni che non eccedono le 5 x 1013 M☉. |
| Superammasso Saraswati       |        | 23h 37m 40s   | 00° 16′ 36″  | - (4.000)                          | 0,28         | A2631                             | Lunghezza 200 Mpc   | Formato da 43 Ammassi e gruppi di galassie centrati sull'ammasso Abell 2631. |
| MS 0302+17                   |        | 03h 02m 26.0s | +17° 17′ 54″ |                                    | 0,42         |                                   | Lunghezza 6 Mpc     | Questo superammasso è costituito da 3 grandi ammassi; a est CL 0303+1706, a sud MS 0302+1659 e a nord MS 0302+1717. |
| XLSSC-e                      |        | 02h 13m 04.2s | -06° 19′ 36″ | - (4.500)                          | 0,43         |                                   |                     | Questo superammasso è costituito da 6 ammassi di galassie compatti: XLSSC 081, XLSSC 082, XLSSC 083, XLSSC 084, XLSSC 085, XLSSC 086. |
| SCL 2243-0935                |        | 22h 43m 00.0s | -09° 35′ 00″ | - (4.697)                          | 0,447        |                                   | Lunghezza 50 Mpc    | Uno dei più grandi superammassi con reshift intermedio. |
| Superammasso CL0016          |        | 00h 18m 00.0s | +16° 00′ 00″ | - (5.375)                          | 0,54         |                                   |                     | Questo superammasso si trova attorno alla radiogalassia 54W084C (z=0,544). È formato da 3 grandi ammassi: CL 0016+16 (z=0,5455), RX J0018.3+1618 (z=0,5506), RX J0018.8+1602 (z=0,5406).                                                 |
| Superammasso Cl J021734-0513 |        | 02h 10m 34.5s | -05° 13′ 18″ | 1865 (6.080)                       | 0,65         |                                   | Esteso per ~ 10 Mpc | Costituito da una ventina tra gruppi di galassie e ammassi di galassie (questi ultimi risultano essere 4) |
| Superammasso J1000+0231      |        | 10h 00m 12.0s | +02° 31′ 12″ | - (6.542)                          | 0,73         |                                   | Lunghezza 400 Mpc   | [ 37 ] |
| Superammasso DXS1/DXS5       |        | 16h 10m 00.0s | +54° 50′ 00″ | - (7.344)                          | 0,89         |                                   | Lunghezza ~ 30 Mpc  | Formato da cinque ammassi con redshift molto ravvicinato: DXS1 (z=0,88), DXS2 (z=0,896), DXS3 (z=0,897), DXS4a (z=0,88) e DXS4b (z=1,0918), DXS5 (z=0,892).                                                                              |
| RCS J2319+00                 |        | 23h 19m 34.0s | +00° 34′ 10″ | 2.176 (7.098)                      | 0,90         |                                   |                     | Formato da tre ammassi massicci RCS231953+0038.0, RCS231948+0030.1 e RCS232002+0033.4 |
| KIL2016 CL2213               |        | 22h 13m 08s   | +00° 40′ 24″ | - (7.400)                          | ~ 0,91       |                                   |                     | Superammasso situato nella regione SSA-22 in direzione della costellazione dell'Aquario. È formato da tre ammassi di galassie: IMSCl J2212+0045, IMSCl J2213+0052, IMSCl J2213+0048 con redshift z ~ 0,908-0,920 e separati da ~ 15 Mpc. |
| Superammasso CL J1604        |        | 16h 04m 25.7s | +43° 14′ 44″ | - (7.389)                          | 0,91         |                                   |                     | Formato da due ricchi ammassi: Cl 1604+4304 (z=0,897) e Cl 1604+4321 (z=0,924). |
| Superammasso ClG 1335.8+2834 |        | 13h 37m 00.0s | +28° 18′ 00″ |                                    | 1,1          |                                   | Lunghezza 70 Mpc    | Nel 2001 è stato scoperto intorno ad un'insolita concentrazione di 23 QSO (Quasi-Stellar Objects). Per dimensioni si avvicina a quelle della Grande muraglia CfA2, quindi più a quelle di un muro di galassie che a un superammasso.     |
| Superammasso della Lince     |        | 08h 48m 00.0s | +44° 53′ 00″ |                                    | 1,27         |                                   |                     | Scoperto nel 1999. Formato da due parti: RXJ 0848.9+4452 (Lynx E) (z=1,26) e RXJ 0848.6+4453 (Lynx W) (z=1,27). |
| Proto-superammasso Hyperion  |        | 10h 01m 00.0s | 02° 18′ 00″  |                                    | 2,45         |                                   | Lunghezza 150 Mpc   | Alla data della scoperta, nel 2018, risultava il più grande, e precoce nella storia dell'Universo, proto-superammasso conosciuto. |